# El Nido
Pour le film de Jaime de Armiñán, voir El nido.
El Nido (« le nid » en espagnol) est une municipalité des Philippines et une zone protégée dans la province de Palawan aux Philippines. El Nido est situé à l'extrémité nord de l'île, à 420 km au sud-ouest de Manille, la capitale des Philippines et à 238 km au nord-est de Puerto Princesa, la capitale de Palawan.
Sa superficie est de 465,1 km2 et sa population de 36 191 habitants (2010).

## Géographie
La municipalité est bordée :
- par la mer de Chine du Sud à l'ouest et au nord
- la mer de Sulu à l'est et au sud.

Elle est composée de 45 îles. Son point culminant est sur l'île de Cadlao, à 640 mètres d'altitude.
Comme le reste de Palawan, elle fait partie de la plaque eurasienne, séparée de la plaque philippine à laquelle appartient le reste des Philippines. Les falaises calcaires qu'on y trouve sont semblables à celles de la baie d'Along au Viêt Nam, de Guilin en Chine et de Krabi en Thaïlande, qui font elles aussi partie de la plaque eurasienne.

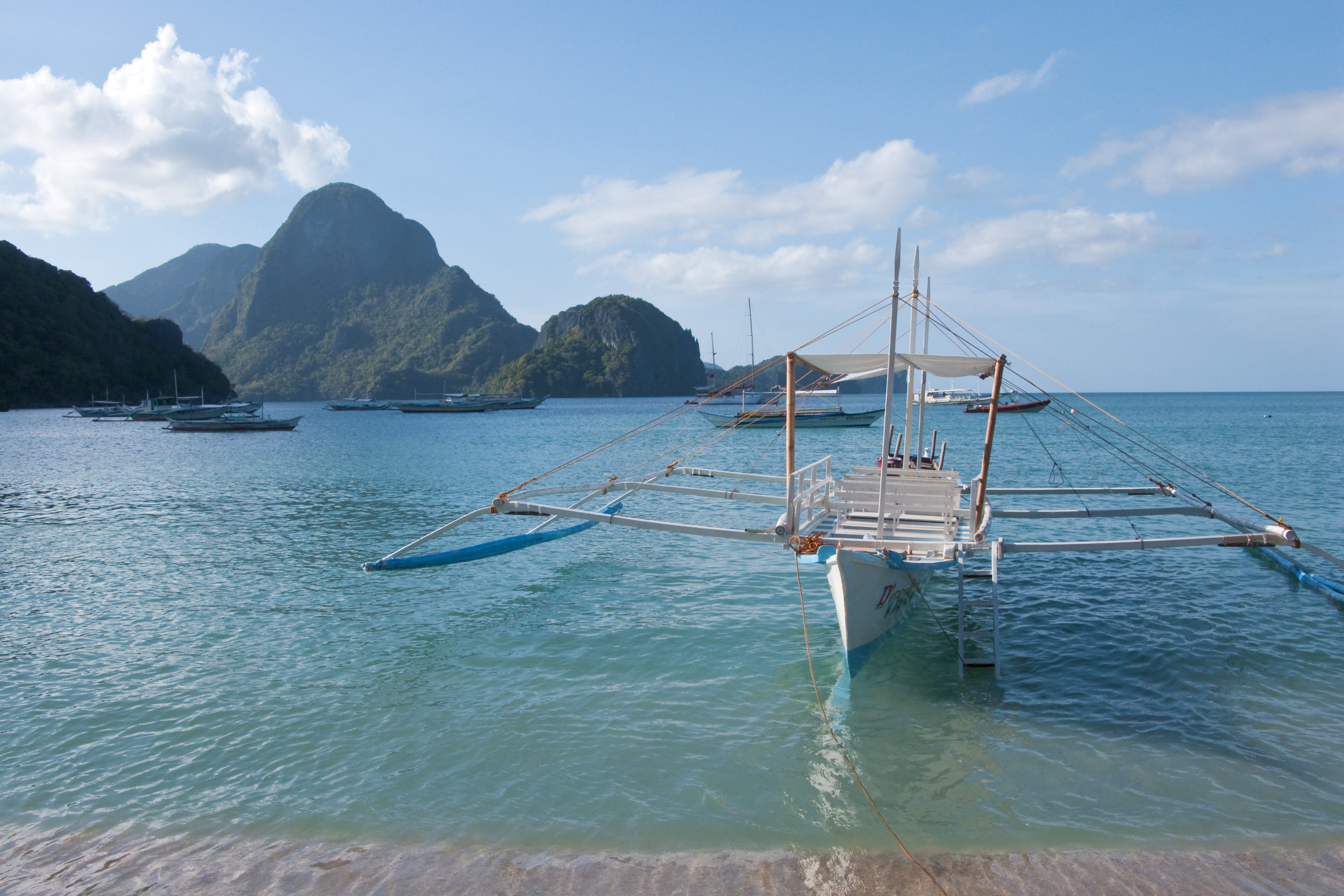
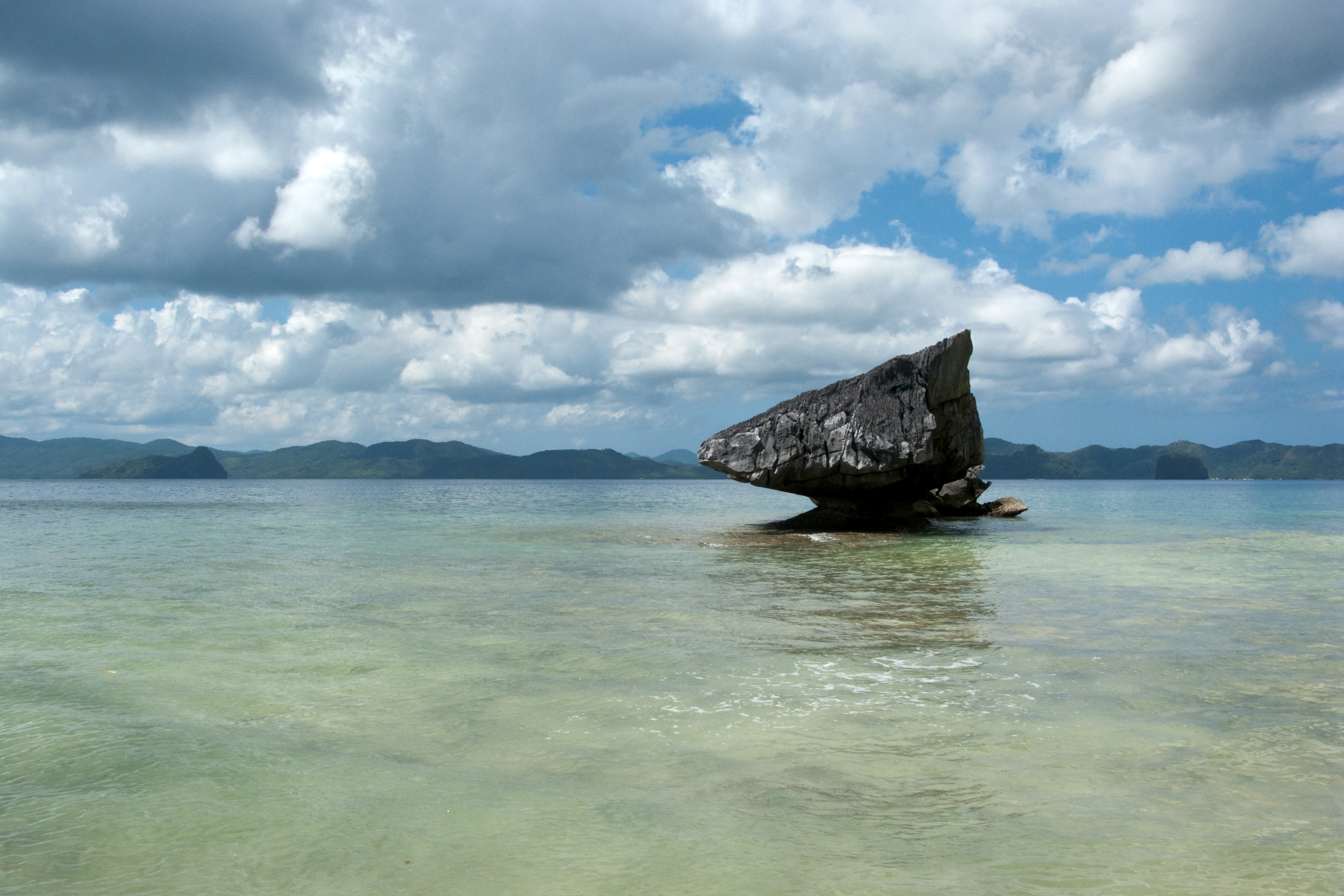
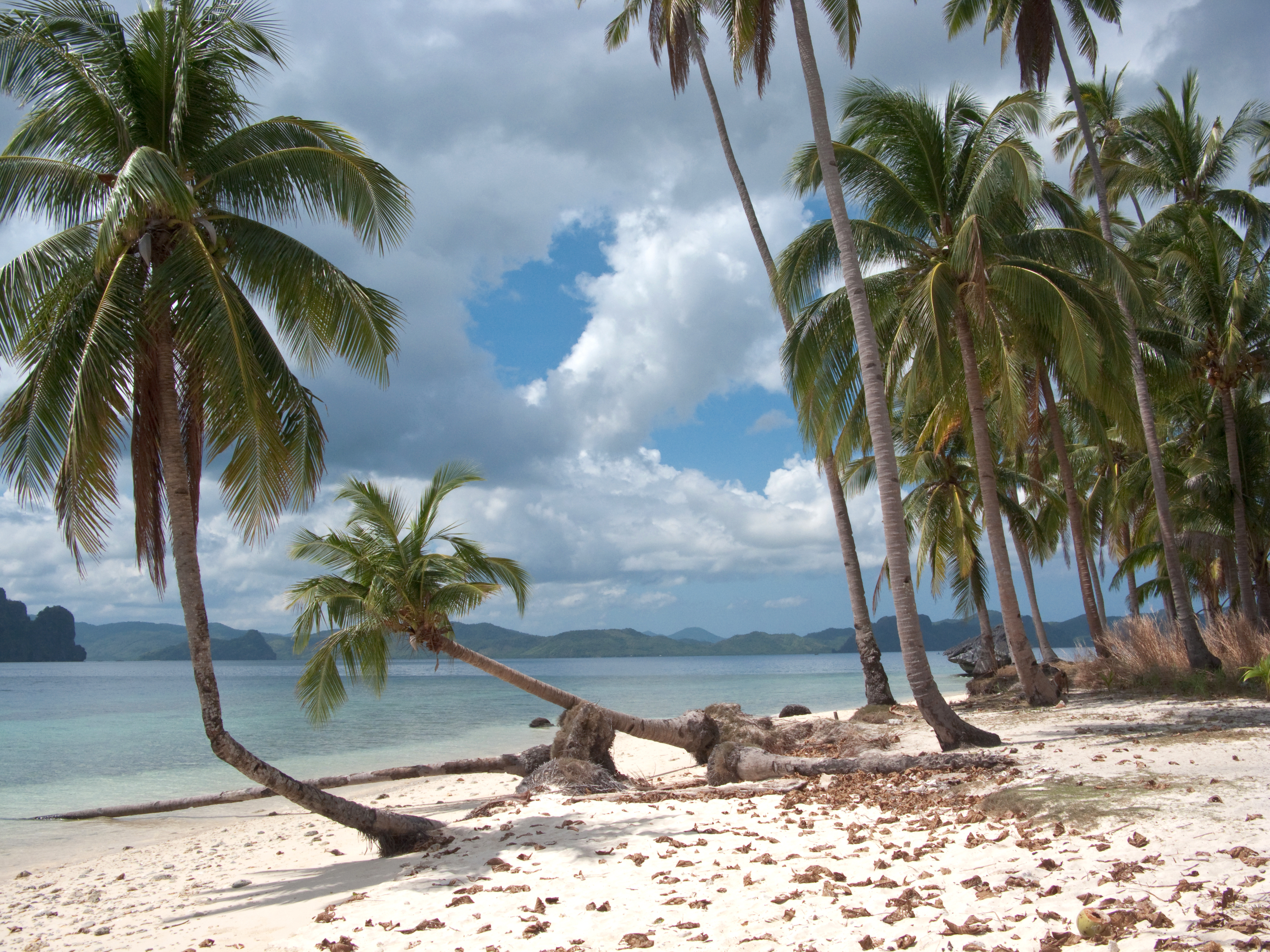
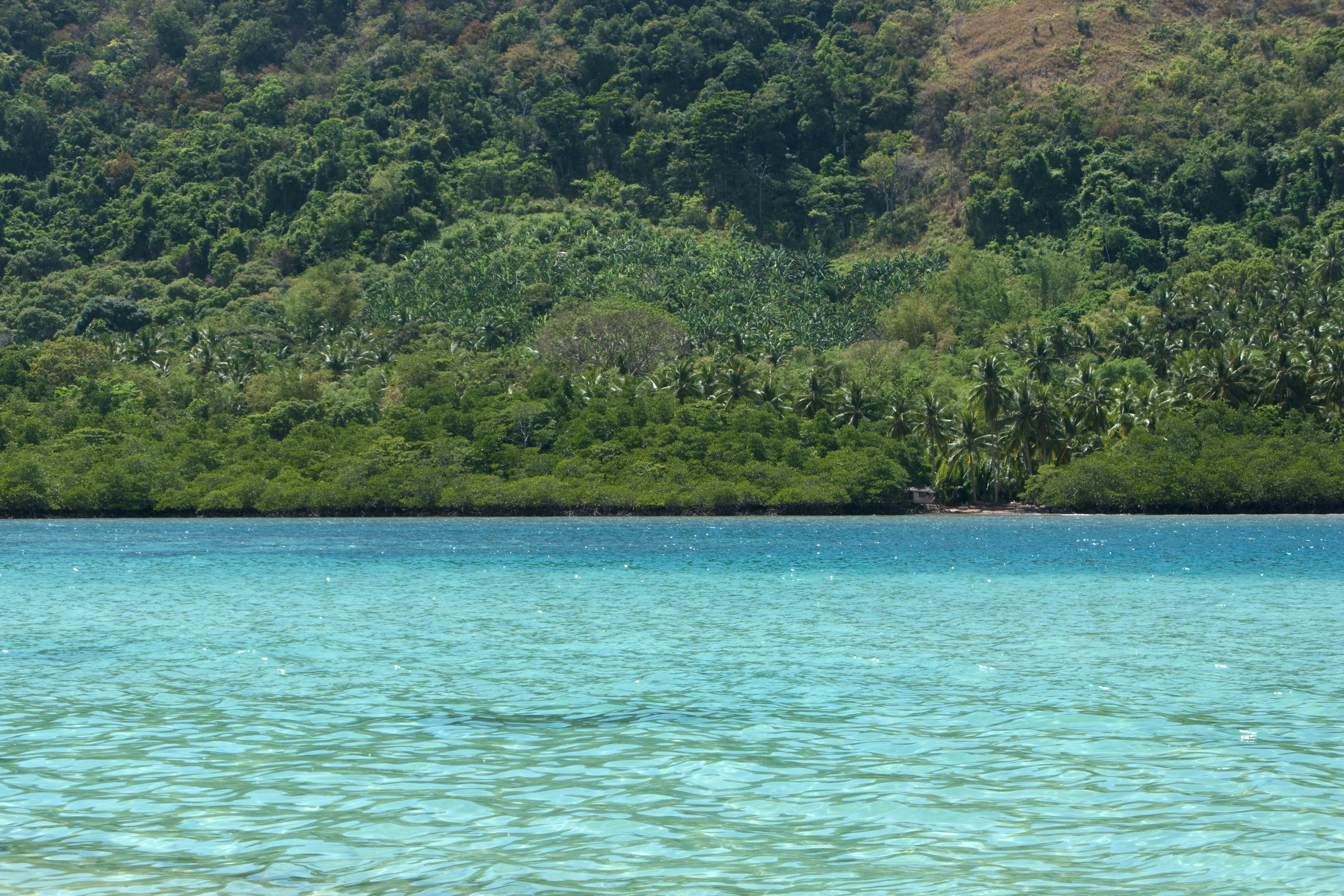

## Histoire
El Nido a été habitée par l'homme dès 2680 av. J.-C., et peut-être même avant, il y a 24 000 ans. Cela a été confirmé par les fossiles et les sites funéraires, datant de la fin de l'âge néolithique, que l'on retrouve dans de nombreuses grottes et sites d'excavation autour de la municipalité, en particulier la grotte Ille à New Ibajay. Sous la Dynastie Song (960-1279 av. J.-C.), les commerçants chinois ont régulièrement visité la région d'El Nido pour ses nids d’oiseaux comestibles. En fait, El Nido est spécifiquement mentionné dans les archives chinoises remontant à 1225 av. J.-C. Caho Ju-Kua, un membre de la famille royale chinoise, délégué commercial et surintendant des douanes du port de Chuan How, a écrit un article sur l'île, Pa-Lao-Yu ou Pays des Beaux Ports dans son livre Chu Chai Fan.
À l'origine, El Nido était un village Tagbanwa appelé Talindak. Au XVIe siècle, des vagues de migrants en provenance des îles Cuyo vinrent ici pour s’y établir. Les Espagnols arrivèrent dans les années 1800 et s’installèrent dans la zone où les actuelles Población et Mabini sont situées. Les premières familles espagnoles étaient les Canovas, les Vázquez, les Ríos et les Rey. En 1890, les Espagnols l'ont rebaptisée Bacuit. À l'époque, le centre de la ville a été Cabigsing, alors connu sous le nom d’Inventario. Des familles chinoises émigrèrent dans la région pendant la même période, s'établissant d'abord à Langeblangeban. Ces premiers colons chinois portaient les noms de Lim, Chin, Liao, Edsan, ambao, Qué-Ke, Lim Piao, Yu Son, Pe et Pe Phan Khen.
Au cours de la colonisation espagnole des Philippines, la ville était sous la juridiction de la municipalité de Taytay, qui fut la capitale de l'ancienne Province de Calamianes à partir de 1818, et de la Province de Castilla à partir de 1858, zone qui est maintenant connue sous le nom de Northern Palawan. Elle est restée rattachée à Taytay jusqu'en 1916, date à laquelle elle est devenue officiellement municipalité indépendante.
En 1954, la ville a finalement pris son nom actuel, El Nido, après que des nids comestibles de salanganes, sorte de martinet (collocalia fuciphaga), furent trouvés dans les anfractuosités de ses falaises de calcaire. Ces nids, « nido » en espagnol, principal ingrédient pour « la soupe aux nids d'hirondelles », sont vendus aux environs de 3 000 dollars américains le kilogramme.

## Une zone protégée
Le gouvernement philippin a fait d'El Nido un sanctuaire pour les tortues en 1984, sur une zone marine d'une superficie de 360 km2. Puis le reste de la baie de Bacuit, incluant les îles et îlots, a été déclaré réserve marine en 1991. Finalement en 1998, l'ensemble a été élevé au statut de zone protégée, incluant l'écosystème terrestre d'El Nido et une partie de Taytay.
Le El Nido-Taytay Managed Resource Protected Area est le plus grand sanctuaire marin des Philippines. Le statut de Zone Protégée offre à El Nido et à une partie de sa ville voisine Taytay, une place parmi les huit sites prioritaires dans le pays en besoin de conservation. Cette Zone Protégée couvre une superficie totale de 903,21 km2, dont 40 % sont terrestres et 60 % marins.
Le gouvernement provincial mobilise ses citoyens en les faisant participer activement à la conservation de l'environnement et à divers programmes de protection, tels que le « Bantay Gubat » pour la protection des forêts, et le « Bantay Dagat » pour la préservation de la vie marine. Des patrouilles dans la zone protégée et en particulier dans les zones marines sont régulièrement menées avec le concours du Fonds mondial pour la nature – Philippines (World Wildlife Fund - Philippines). D'autres soutiens logistiques sont accordés par les gouvernements municipaux concernés. Le Conseil de Palawan pour une Gestion Durable (Palawan Council for Sustainable Development - PCSD) fournit une assistance juridique lors des procès dus aux plaintes déposées par l'Office des zones protégées (Protected Area Office - PAO).
El Nido possède une flore, une faune et des formations géologiques uniques, comme :
- des falaises calcaires qui abritent des hirondelles de mer,
- une cinquantaine de plages de sable blanc,
- 5 types de forêt (la forêt tropicale sempervirente trouvée sur le continent et sur les îles telles que Miniloc, Lagen et Pangulasian; les forêts à feuilles caduques; les forêts sur sol calcaire; des forêts de plage; et les forêts de mangrove trouvées surtout autour des grands fleuves et des ruisseaux dans la partie continentale),
- 3 habitats marins importants,
- 16 espèces endémiques et 10 espèces menacées d'oiseaux, dont le calao de Palawan, le shama à croupion blanc (Copsychus malabaricus), le Palawan tit (Periparus amabilis), Palawan Scops Owl, et le Palawan Peacock Pheasant,
- 6 espèces de mammifères marins endémiques à Palawan, dont des dauphins et le dugong indigène,
- le Palawan Tree Shrew, le Palawan Stink Badger, le Palawan Spiny Rat, le Palawan Anteater, et le Northern Palawan Tree Squirrel
- 4 espèces de tortues marine menacées : la tortue imbriquée (ou tortue à écaille) est commune, la tortue olivâtre (Lepidochelys olivacea) est très menacée, la tortue luth est en voie de disparation dans l'archipel, et la tortue verte (Chelonia mydas) qui est elle commune. Toutes pondent leurs œufs en grande partie sur l'île sanctuaire de Turtle Island de l'archipel, un endroit interdit à l'Homme[9].
- 100 espèces de coraux[10], dont 45 appartiennent aux genres de coraux durs,
- 813 espèces de poissons.

## Climat et état de la mer
Le climat à El Nido se distingue par deux saisons : généralement sèche, de décembre à mai, et humide, de juin à novembre. Avril et mai sont les mois les plus secs, tandis que les plus fortes précipitations se produisent aux alentours d'août. Le vent souffle du Nord-Est de décembre à mars, et permute occasionnellement avec le vent du Nord de décembre à février. Le vent du Sud-ouest se fait sentir de juin à octobre tandis que le vent d'Est, le plus doux, souffle pendant les mois d'avril et mai.
La température moyenne de surface est d'un minimum de 22 °C et d'un maximum de 33 °C. Les températures les plus fraîches sont généralement connues pendant le mois de janvier, alors que les températures les plus chaudes se font sentir en avril et mai.
Le courant marin à El Nido va de très léger à modéré selon les conditions de marée. Les plongeurs en bouteilles et les plongeurs en apnée peuvent nager jusqu'à l'embarcation sans difficulté car les courants sont très raisonnables.
La température moyenne de l'eau fluctue de 24 °C à 26 °C de décembre à mars et de 26 °C à 29 °C d'avril à novembre.
La visibilité dans l'eau est de 3 à 10 mètres de décembre à février, de 10 mètres à 30 mètres de mars à mai, et de 10 mètres à 15 mètres de juin à novembre. Le meilleur moment pour la plongée à El Nido est durant la période de mars à mai, lorsque les conditions de surface sont bonnes.

## Population
Les premiers habitants d'El Nido étaient les Tagbanwa et les Cuyunon. Tout au long des siècles, il y a eu une migration de Tagalogs, Visayans, Bicolanos, Ilocanos, Chinois et Espagnols. Il y a également un petit nombre d'Allemands et de Coréens. Les mariages entre groupes ethniques et linguistiques ne sont pas rares à El Nido.

## Langues
La langue principale est le filipino, qui est largement fondé sur le tagalog. En outre, de nombreuses personnes parlent couramment l'anglais, les langues Visayan (Visayan, Cebuano, Kinaray-a, Ilonggo et Waray), et le Bicolano. Un pourcentage faible mais significatif de la population parle ou comprend le Cuyonon, dialecte indigène des îles Cuyo et de la plupart des régions de Palawan.

## Religion
El Nido est principalement catholique romain comme le reste des Philippines. Il existe 2 paroisses à l'intérieur de la municipalité : la Paroisse de Saint François d'Assise qui couvre la partie occidentale d'El Nido et la Paroisse de Santa Putenciana qui couvre la partie orientale et du nord d'El Nido et quelques îles de Linapacan et Taytay. Ces paroisses appartiennent au Vicariat Apostolique de Taytay.
Un petit segment de la population dépend d'autres confessions chrétiennes tels que les Baptistes, La Iglesia Ni Cristo, l'Adventisme du septième jour et d'autres églises protestantes. Récemment, il y a un nombre croissant des migrants originaires de sud de Palawan et des régions de Mindanao, qui s'engagent dans la foi islamique.

## Économie
Les principales activités des habitants d'El Nido sont la pêche, l'agriculture et le tourisme. El Nido est une destination pour la plongée sous-marine.
Les principales cultures sont la noix de coco, le palay, la noix de cajou, la banane et la mangue.
La récolte de nids d'hirondelle est une activité saisonnière.

## Transport
Le moyen le plus rapide et le plus direct pour se rendre à El Nido est l'avion depuis Manille, à 1 h 15 de vol. L'aéroport de Lio est à 4 km de la ville. Deux compagnies desservent El Nido, SEAIR (South East Asian Airlines) et ITI (Island Transvoyager Inc.), une compagnie charter.
El Nido est relié par la route à Puerto Princesa, la capitale de Palawan (compter 5 h de route entre les 2 villes)
Le port principal d'El Nido est à Buena Suerte.
El Nido n'a pas le téléphone fixe.

## Tourisme
On raconte qu'en 1979 en baie de Bacuit, une ligne de pêcheurs au thon avait bloqué l'hélice d'un bateau de plongeurs au milieu de la nuit, les forçant à jeter l'ancre. Le lendemain matin, les plongeurs se réveillèrent au milieu d'un paysage de hautes falaises, d'épaisses forêts, de plages de sable blanc, d'une eau limpide et d'îles.
En 1983, un poste de plongée fut établi dans l'île de Miniloc, marquant le début du tourisme à El Nido.
Des imposantes falaises de marbre et lagons enchanteurs à ses 100 plages de sable blanc et sa jungle luxuriante, El Nido est l'une des destinations touristiques les plus prisées à Palawan, qui est souvent désigné comme la dernière frontière des Philippines. Dans le célèbre magazine National Geographic de novembre-décembre 2007, Palawan a été choisie comme l'une des meilleures destinations Voyage dans le monde, et en particulier El Nido et les îles Calamian.

### La baie de Bacuit
La baie est parsemée d'îles et d'îlots, dont la plupart sont habités. Ses eaux cristallines regorgent de vie marine. Elle abrite des dugongs, des tortues, des raies manta, différentes espèces de poissons. On y trouve des récifs coralliens, et quelquefois les rares requins-baleines. Il existe plus de 30 sites de plongée d'une profondeur de six à plus de trente mètres.

#### Cadlao
Il s'agit de la plus grande île d'El Nido, occupant une superficie de 10,06 km2. Parmi toutes les îles, elle est la plus proche de la ville proprement dite et a le plus haut sommet qui se dresse à 640 mètres d'altitude. Elle est connue pour ses plages de sable blanc, son fond marin en pente douce, ses lagunes cachées, et ses sentiers nature grâce à sa couverture forestière luxuriante. Un des sentiers mène au charmant lagon Makaamo. Entouré par la mangrove, le lagon se dévoile aux visiteurs dans silence du lever ou du coucher du soleil, lorsque les oiseaux viennent s'y nourrir.
Il existe un certain nombre de plages sur Cadlao, dont celles de Bocal Point, Natnat, et Paradise Beach sur la côte sud de l'île. Sabang Beach dans le nord offre de bonnes possibilités de plongée en apnée, alors que certains visiteurs pourront la reconnaître comme l'un des lieux de l'émission de télévision scandinave Robinson Expedisjonen, le prédécesseur de Survivor.

#### Dilumacad
Cette île a une belle plage de sable blanc qui s'étend sur quelque 300 mètres. Elle est idéale pour un pique-nique lors de balades d'île en île. Il y a un tunnel sous-marin sur sa côte nord et un récif frangeant à son extrémité sud. L'île est aussi appelée Helicopter Island parce que ses falaises de calcaire ressemblent à un hélicoptère quand elles sont vues de très loin.

#### Miniloc
L'île de Miniloc, où la première station balnéaire d'El Nido fut créée, fut tout d'abord un site de plongée pour les touristes japonais et européens. Ses eaux tranquilles vert-turquoise et ses parois calcaires entourent le Big Lagoon et le Small Lagoon qui sont tels un kaléidoscope de la vie marine. Les scientifiques pensent que ces lagons sont en fait issus d'anciennes grottes qui abondent dans ces îles. Les plafonds de ces grottes ont dû, il y a des millions d'années, s'effondrer, et les lagons sont alors apparus.
Le Miniloc Island Resort, réminiscence d'un village côtier, se trouve au fond d'une crique bordée de falaises calcaires abruptes. L'hôtel dispose d'un total de 50 chambres de diverses classes, d'un restaurant situé au club house, d'une boutique, d'une salle vidéo, d'une salle de jeux, d'un bar Pavillon, et d'une salle de conférence pouvant accueillir jusqu'à 40 personnes. Il possède tous les équipements complets pour la pratique de la plongée en apnée, ainsi que des kayaks, des vélos aquatiques, des planches à voile et des Hobie Cat. Le bout de la jetée est un endroit idéal pour la plongée, où vous pourrez nager avec des mérous de 90 cm long et des centaines de sergent-major, poissons demoiselle, fusiliers, et autres poissons tropicaux aux multiples couleurs.

#### Lagen
La grotte de Leta-Leta était un important site funéraire au Néolithique. On y a découvert un nombre d'objets en pierre et en coquillage, de la poterie, et des herminettes et haches en néphrite.
L'île accueille une grande diversité d'oiseaux, dont presque toutes les espèces endémiques de Palawan. Le chemin de randonnée Lagen est l'un des meilleurs pour observer les oiseaux, plus profitable tôt le matin ou vers la fin de l'après-midi.

#### Pangalusian Island
On y trouve une des plus vastes étendues de plages de sable blanc d'El Nido, ce qui est idéal pour la farniente, l'observation de coucher de soleil paradisiaque, et autres activités de plage.
Dans les eaux qui font face à celle-ci, abondent des ensembles de récifs coralliens qui font de cette région une excellente zone de plongée en apnée ou en bouteille.
Un sentier situé dans le centre de l'île est l'endroit idéal pour observer les oiseaux, en particulier tôt le matin et en fin d'après-midi. Le sentier se termine à la pointe de l'île et offre une excellente vue à 360 degrés de l'archipel de Bacuit.

#### Vigan
Situé à proximité de l'île Pangulasian, elle est également dénommée « l'île aux serpents », à cause de la langue de sable fin naturel (banc de sable en forme de s) qui « serpente » ses rives. Le banc de sable n'est clairement visible que lorsque la marée est basse. Sur les deux côtés de celui-ci, on trouve de lieux de baignade peu profonds.

#### Cudugnon Point
Il s'agit d'un important site anthropologique, où des bijoux et des poteries datant de la dynastie Song (960-1279 apr. J.-C.) ont été découverts. Les anthropologues pensent que les premiers habitants des grottes étaient originaires de Bornéo, et y arrivèrent en traversant le pont terrestre qui reliait Palawan à Bornéo. Les fissures du plafond de la grotte sont habitées par des hirondelles rustiques et des chauves-souris insectivores.

#### Matinloc
Sur l'île de Matinloc, la plus longue et fine île d'El Nido, existe une plage secrète. C'est une poche de sable blanc à l'angle d'un gouffre, qui est inaccessible par bateau et entourée d'abruptes parois rocheuses. Pour y arriver, les plongeurs doivent nager sous l'eau à travers une fente étroite dans un mur de pierre. À midi, le soleil pénètre par l'ouverture, laissant apparaitre un jeu de lumière et d'ombre contre les parois de calcaire. Le fond sableux chute alors brusquement. Selon la légende locale, cette plage a inspiré le roman d'Alex Garland La Plage (The Beach en anglais), qui fut écrit alors que l'auteur se trouvait à El Nido.
En dehors de cette plage secrète, l'île est également célèbre pour la plage Kulasa, une bande de sable blanc longue de 100 mètres située dans l'une de ses criques. Le fond marin entourant la plage descend en pente douce jusqu'à environ 10 mètres du bord puis plonge brusquement.
Il y a quatre sites de plongée autour de l'île dont le plus important se trouve à l'extrémité sud et descend à 39 mètres de profondeur.

#### Pinasil
L'île possède une caverne en forme de cathédrale, accessible en canot et en kayak. L'air y est frais et elle est illuminée à certains moments de la journée par les rayons du soleil au travers une ouverture. C'est un site important pour les busyadors ou « cueilleurs de nid des oiseaux ».

### La rivière Aberawan
En plus de ses nombreuses îles et plages, les touristes peuvent aussi visiter la mangrove le long de la rivière Aberawan où ils peuvent regarder les aigrettes se percher dans les arbres à l'embouchure de la rivière.

#### La grotte d'Ille
El Nido était déjà habité par des hommes il y a 12 000 ans. Les archéologues ont trouvé dans la grotte d'Ille des ossements humains et d'animaux, de la poterie et même des traces d'une crémation qui aurait eu lieu il y a 8 000 ans. Ille se trouve à New Ibajay, à 45 minutes du centre-ville en voiture.

#### Balay Tubay
Cette maison des années 1930  sur la Calle Real en ville, a été transformée en bar. On y expose des peintures et de l'artisanat.

## Télévision
La 7e édition de l'émission Koh-Lanta a été tournées à El Nido en 2007,.
L'émission Survivor Québec y est également tournée depuis sa première saison.